# Język lobala
Język lobala – zagrożony wymarciem język z rodziny bantu, używany w DR Kongo. Na język lobala przetłumaczono fragmenty Biblii.
Według klasyfikacji Guthriego zaktualizowanej przez J.F. Maho, język lobala zaliczany jest do języków ngondi grupy geograficznej języków bantu C, a jego kod to C16. 
Dialekty języka lobala to: likoka, poko (iboko), południowy lobala i tanda.